# Linsern
Linsern (früher auch Linzern oder Linsing) ist ein Ortsteil der Gemeinde Breitenau (Niederösterreich) im Bezirk Neunkirchen in Niederösterreich.
Der um den heutigen Linsernplatz gelegene Ortsteil, der sich auf den namensgebenden Linsinger Äckern südlich von Breitenau befindet, ist von Breitenau durch den Kehrbach getrennt.

## Geschichte
Früher bildete Linsen einen eigenen Ort, der aber eng mit Breitenau verbunden war. Im Jahr 1822 wurde der Ort als mit Breitenau vereint genannt. Linsern war nach Schwarzau am Steinfeld eingepfarrt, wohin auch die Kinder eingeschult wurden. Die Herrschaft Frohsdorf besaß die Ortsobrigkeit und besorgte die Konskription. Die Landgerichtsbarkeit wurde vom Magistrat Wiener Neustadt ausgeübt. Die Untertanen und Grundholde des Ortes gehörten den Herrschaften Frohsdorf, Seebenstein und Pfarre Prigglitz.
Besonders der Kehrbach, der nachweislich im Jahr 1327 bei Peisching aus der Schwarza ausgeleitet wurde und damals nordöstlich von Wiener Neustadt bis zur Warmen Fischa floss, beschleunigte die Entwicklung von Linsern, da hier seine Wasserkraft bereits in vorindustrieller Zeit zwei Mühlen antrieb, die eine auf Breitenauer Seite und die andere in der Linsern. Diese Mühle wurde, nachdem Maria Theresia 1758 den Kehrbach ausbaute und seine Wasserkraft verstärkte, im Jahr 1797 als Lohmühle errichtet und später mit einer Brettersäge erweitert. Nach mehreren Besitzerwechseln gelangte diese Mühle 1882 an die Firma Michael Haiden & Comp. und wurde zur Papiermuhle (Strohzellulosefabrik) umfunktioniert und erzeugte als k.k. priv. Pittener Papierfabrik Asbestplatten und unter neuen Eigentümern ab 1899 Buntpapiere. Das Werk wurde danach mehrmals erweitert und modernisiert, gelangt wieder an die Pittener Papierfabrik, die zuvor selbst mit der Papierfabrik Leykam-Josefsthal fusionierte und war vor dem Ersten Weltkrieg das leistungsfähigste Werk zur Buntpapiererzeugung in der Monarchie.
Nach den schweren Zeiten in der Ersten Republik und der Wirtschaftskrise verkaufte der Creditanstalt-Bankverein, zu dessen Konzernstruktur die Fabrik mittlerweile zählte, im Jahr 1941 das Werk an die Samum Vereinigte Papier-Industrie K.G., die ab 1943 den Standort zu einem Rüstungsbetrieb ausgestalten ließ, nachdem die Luftangriffe auf Wiener Neustadt immer schwerer wurden. Bis zu 500 Flugzeugrümpfe sollten hier vorgefertigt und an benachbarte Werke geliefert werden, wo sie endmontiert wurden, wofür unter dem Decknamen Dachpappefabrik Breitenau in Linsern rund 300 Arbeitskräfte, darunter viele Zwangsarbeiter, im Einsatz waren.
Nach dem Zweiten Weltkrieg wurde die Papierfabrikation wieder aufgenommen; hergestellt wurden beispielsweise Zigarettenpapiere, Kunstdruckpapiere sowie Buntpapiere, die bis in den Fernen Osten exportiert wurden, weshalb das Werk mehrmals erweitert wurde. Nach der Übernahme durch die Firma Paul & Co. GmbH bilden auch Hülsen, Kartondosen und andere Kartongebinde einen Schwerpunkt der Produktion.